# قائمة رؤساء السنغال
تسرد هذه القائمة رؤساء جمهورية السنغال منذ استقلالها في 4 أبريل 1960.
منذ الفترة من 1957 إلى 1963 ، كان لدى السنغال نظام برلماني ذو غرفتين على غرار الجمهورية الفرنسية الرابعة . كان رئيس مجلس السنغال مامادو ديا في منصبه منذ عام 1957 مسؤولاً عن السياسة الاقتصادية والداخلية للبلاد كرئيس للحكومة. بينما كان رئيس الجمهورية هو المسؤول عن السياسة الخارجية. في 7 مارس 1963 تم استبدال النظام البرلماني بنظام رئاسي بعد الأزمة السياسية في ديسمبر 1962، ومارس الرئيس منذ ذلك الحين مهام رئيس الدولة ورئيس الحكومة، أما أول رئيس لجمهورية السنغال هو ليوبولد سنغور.

## القائمة
| م | الصورة | الاسم (تاريخ الميلاد - الوفاة)                 | بداية الفترة  | نهاية الفترة   | مدة الحكم          | الانتماء السياسي          | ملاحظات                        |
| - | ------ | ---------------------------------------------- | ------------- | -------------- | ------------------ | ------------------------- | ------------------------------ |
| 1 |        | ليوبولد سنغور (9 أكتوبر 1906 - 20 ديسمبر 2001) | 7 سبتمبر 1960 | 31 ديسمبر 1980 | 20 سنوات و115 أيام | الحزب الاشتراكي السنغالي  | إستقال من منصبه                |
| 2 |        | عبده ضيوف (ولد في 7 سبتمبر 1935)               | 1 يناير 1981  | 1 أبريل 2000   | 19 سنوات و91 أيام  | الحزب الاشتراكي السنغالي  | حكم 3 دورات 1983 , 1988 و 1993 |
| 3 |        | عبد الله واد (ولد في 29 مايو 1926)             | 1 أبريل 2000  | 2 أبريل 2012   | 12 سنوات و1 يوم    | الحزب الديمقراطي السنغالي |                                |
| 4 |        | ماكي سال (ولد في 11 ديسمبر 1961)               | 2 أبريل 2012  | 2 أبريل 2024   | 12 سنوات و0 أيام   | التحالف من أجل الجمهورية  |                                |
| 5 |        | بشيرو جمعة فاي (ولد في 25 مارس 1980)           | 2 أبريل 2024  | حاليا          | 355 أيام           | باستيف                    |                                |